# Pie (unidad)
El pie es una unidad de longitud, basada en el pie humano, ya utilizada por las civilizaciones antiguas.
Para medir la longitud, en casi todo el mundo se utiliza el metro, excepto en algunos países anglófonos como Estados Unidos.
El pie romano, o pes, equivalía, como media, a 29,57 cm; el pie carolingio, anteriormente denominado pie drusiano o drúsico —pes drusianus—, equivalía a nueve octavos del romano, esto es, aproximadamente, 33,26 cm; y el pie castellano equivalía a 27,8635 cm.
Actualmente, el pie ha sido sustituido en casi todo el mundo por las unidades del Sistema Internacional (SI), salvo en el uso corriente en algunos países anglófonos, donde equivale a 30,48 cm. Todavía ahora es la unidad de medida empleada en aeronáutica para hacer referencia a la altitud.
Históricamente, el "pie" formaba parte de muchos sistemas locales de unidades, incluidos los sistemas de Grecia, Roma, China, Francia e Inglaterra. Su longitud variaba de un país a otro, de una ciudad a otra y, a veces, de un comercio a otro. Su longitud solía oscilar entre 250 mm y 335 mm y generalmente, aunque no siempre, se subdividía en 12 pulgadas o 16 dígitos.
Estados Unidos es el único país industrializado que utiliza el Pie internacional con preferencia al metro en sus actividades comerciales, de ingeniería y de normalización. El pie está reconocido legalmente en el Reino Unido; las señales de tráfico deben utilizar unidades imperiales (sin embargo, las distancias en las señales de tráfico siempre se indican en millas o yardas, no en pies), mientras que su uso está muy extendido entre el público británico como medida de altura.  El pie está reconocido como una expresión alternativa de longitud en Canadá, definida oficialmente como una unidad derivada del metro aunque tanto el Reino Unido como Canadá han metrificado parcialmente sus unidades de medida. La medida de altitud en la aviación internacional ya que la unidad nivel de vuelo es una de las pocas áreas en las que se utiliza el pie fuera del mundo angloparlante.
La longitud del pie internacional corresponde a un pie humano con talla de zapato de 13 (Reino Unido), 14 (EE. UU. hombre), 15,5 (EE. UU. mujer) o 48 (talla UE).

## Origen histórico

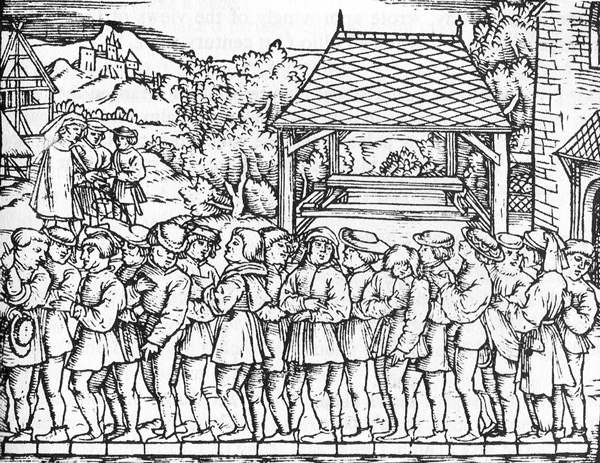
Determinación de la vara, utilizando la longitud del pie izquierdo de 16 personas elegidas al azar que venían del servicio religioso. Xilografía publicada en el libro Geometrey de Jakob Köbel (Fráncfort, c. 1535).

Históricamente, el cuerpo humano se ha utilizado para proporcionar la base para las unidades de longitud. El pie de un varón adulto europeo-americano suele ser aproximadamente el 15,3% de su estatura, dando a una persona de 175 cm (5' 829/32") una longitud de pie de aproximadamente 268 mm (10,6 plg), en promedio.
Los arqueólogos creen que, en el pasado, los habitantes de Egipto, India y Mesopotamia preferían el cúbito, mientras que los habitantes de Roma, Grecia y China preferían el pie. Bajo las medidas lineales de Harappa, las ciudades del Indo durante la Edad del Bronce utilizaban un pie de 333,5 mm (13,2 in) y un cúbito de 528,3 mm (20,8 in). El equivalente en Egipto del pie -una medida de cuatro palmos o 16 dígitos- se conocía como djeser y se ha reconstruido en unos 30 cm (11,8 plg).
El pie griego (πούς, pous) tenía una longitud de 1600 de un stadion, siendo un stadion aproximadamente 181,2 m (198,2 yd); por lo tanto un pie era, en aquella época, aproximadamente 302 mm (11,9 plg). Su tamaño exacto variaba de una ciudad a otra y podía oscilar entre 270 mm (10,6 plg) y 350 mm (13,8 plg), pero las longitudes utilizadas para la construcción de templos parecen haber sido de entre 295 mm (11,6 plg) y 325 mm (12,8 plg); la primera se aproximaba al tamaño del pie romano.

## Historia
La primera referencia histórica de una medida estándar del «pie» se relaciona con la civilización sumeria, gracias a una definición de la medida encontrada en una estatua de Gudea de Lagash. Según la creencia más popular, se originó tras un descanso en una extenuante jornada de trabajo. El encargado de medir los bloques de piedra no era capaz de incorporarse y decidió que sería mucho más cómodo, para medir los bloques desde el suelo, utilizar los pies desde su posición.
Sin embargo, los arqueólogos piensan que los egipcios y mesopotámicos favorecieron el codo, mientras que los griegos y los romanos prefirieron el pie. Originalmente tanto los griegos como los romanos dividieron el pie en 12 pulgadas, pero en los últimos años, los romanos también lo dividieron en 12 unciae (de donde deriva la palabra castellana «onza» y las inglesas inch, ‘pulgada’, y ounce, ‘onza’). El pie griego (ποὐς pous) variaba de una ciudad a otra, oscilando entre 27 y 35 cm, pero las longitudes utilizadas para la construcción de templos parecen haber sido alrededor de 295 o 325 mm, siendo el primero cercano al tamaño del pie romano. El pie dórico, empleado en el orden dórico, oscilaba entre 325 y 328 mm. El pie romano normal (pes) medía 295,7 mm, pero en las provincias se usaba el pes Drusianus (pie de Nerón Claudio Druso) con una longitud de aproximadamente 335 mm (en realidad, este pie está constatado anteriormente a Druso).
Después de la caída del Imperio Romano, se continuaron usando algunas medidas tradicionales romanas, pero otras cayeron en desuso. En el año 790, Carlomagno intentó reformar las unidades de medida en sus dominios. Sus unidades de longitud se basaron en la toesa (en francés toise) y, en particular, la toise de l'Ecritoire, la distancia entre las puntas de los dedos de los brazos extendidos de un hombre. La toesa tiene 6 pied (‘pie’) de 326,6 mm.
Sin embargo, no tuvo éxito en la introducción de una unidad normalizada de longitud en todo el reino. Durante el siglo IX se utilizó un pie romano de 296,1 mm, y en el siglo X, un pie de unos 320 mm. Al mismo tiempo, los edificios monásticos usaban el pie carolingio de 340 mm.

## Sistema inglés
Nomenclatura en inglés
- 1 foot (singular); abreviatura: ft
- 3 feet (plural)
- 3 ft (abreviado)
- 3 ′ (prima)

Equivalencias
- 1/3 yardas
- 12 pulgadas
- 1/5280 millas
- 30,48 cm

El Acuerdo Internacional sobre la Yarda y la Libra de julio de 1959 definió la longitud de la yarda internacional en los Estados Unidos y los países de la Mancomunidad de Naciones en exactamente 0,9144 metros. En consecuencia, el pie internacional se define exactamente igual a 0,3048 metros. Esta era 2 ppm más corta que la definición anterior de EE. UU. y 1,7 ppm más larga que la definición británica anterior.
El acuerdo de 1959 concluyó una serie de eventos paso a paso, desencadenados en particular por la adopción por parte de la British Standards Institution de una pulgada estándar científica de 25,4 milímetros en 1930.
Actualmente, el pie se utiliza sólo como unidad de medida popular en los países anglófonos de Estados Unidos, Canadá y Reino Unido, y todavía se emplea en aeronáutica (incluso fuera de estos territorios) para expresar la altitud de aviones y otros vehículos aéreos. La adopción por estos países del Sistema Internacional (SI) hace ya unos años irá haciendo caer en desuso esta unidad, incluso en estos países.
Era usual utilizarlo para longitudes de hasta unos tres metros; para longitudes mayores se suele emplear la yarda o la milla. La excepción es la altitud de los aviones, que aún hoy se sigue expresando en cientos de pies en casi todos los países.

### Pie de agrimensura
Para el acotamiento de tierras y costas, el Sistema Público de Agrimensura de Tierras (de Estados Unidos) utiliza una variedad llamada pie de agrimensura, cuya longitud equivale a 30,4800609601219 centímetros.

### Pie maderero
En la industria de la madera,[¿dónde?] suele utilizarse el pie maderero, tratándose en este caso de una unidad de volumen. Su valor es el que corresponde a una pieza cuadrada de un pie de lado y una pulgada de espesor. Un pie maderero es igual a 2359,737216 cm³ (30,48 cm × 30,48 cm × 2,54 cm). Un metro cúbico equivale a 423,7 pies madereros.

## Pie en España

### Pie de Burgos
El sacerdote católico Bernard Lamy, en su Apparatus (1696), describe el pie de la provincia castellana de Burgos como una longitud de 1 8.5/11 codos antiguos romanos.
Su medida sería aproximadamente 27,83 cm; tres pies de Burgos equivalían a una vara castellana de Burgos, que medía 835 mm.

### Pie cuadrado castellano
Superficie cuadrada de un pie castellano de lado, equivalente a 0,077637 m².